# もんぜんぷら座
もんぜんぷら座（もんぜんぷらざ、英語: Monzen Plaza）は、長野県長野市新田町にある公共サービスセンターと食品スーパーマーケットの合同施設。通称『もんプラ』。

## 概要
2000年（平成12年）12月31日にダイエー長野店が閉店した後、長野市が2002年（平成14年）6月に土地を2億円、建物は寄付を受けて再開発した施設である。中心市街地に不足していた公益施設とスーパーマーケットを長野市と長野商工会議所（TMO）の協働で整備している。
1階にはスーパーマーケットTOMATO食品館 （生鮮食料品）が入る。また、地階にぷら座ホール・ぷら座BOX、2階に子ども広場じゃん・けん・ぽん （子育て支援）、3階に市民協働サポートセンターなど、4階には法テラス長野や長野市消費生活センターなどが入居する。さらに2007年（平成19年）、5～8階にNTT東日本がコールセンターを集約移転し、これにより全館利用開始となった。
もんぜんぷら座の公益施設の利用者は平成27年度には年間291,878人となっている。
長野市はもんぜんぷら座を2030年度末に廃止する方針であり、国道19号を挟んだ北側に図書館を核とする文化複合施設を新設し、子育て支援機能や市民活動支援機能などを移転させる方針である。

## 沿革
- 1976年（昭和51年） - ダイエー長野店が開店[1]。
- 1998年（平成10年）10月23日 - ダイエーが長野市若里にダイエーハイパーマート長野若里店（現 ケーズタウン長野若里）を出店。長野店もしばらくは並行して営業。
- 2000年（平成12年）12月31日 - ダイエー長野店が閉店[1]。
- 2002年（平成14年）6月25日 - 長野市が空きビルを取得する。
- 2003年（平成15年）4月4日 - 1階の「TOMATO食品館」が先行オープンする。
- 2003年（平成15年）6月1日 - もんぜんぷら座としてグランドオープンする（地下～3階）[1]。
- 2006年（平成18年）10月1日 - 4階と地下が拡張オープン[1]。1階にFMぜんこうじが移転、開局
- 2007年（平成19年）6月15日 - 公益施設利用者が100万人を超える。
- 2007年（平成19年）12月21日 - 5～8階にNTTコールセンターが入居して全館オープンとなる[1]。
- 2008年（平成20年）2月27日 - 6階にNTT東日本長野116センタがオープンする。

## フロア
- 8F - NTT東日本サービス・長野市企画政策部企画課（統計担当）・会議室
- 7F - NTT東日本サービス・会議室
- 6F - NTT東日本サービス・長野市北部障害者相談支援センター・会議室
- 5F - NTT東日本サービス・学習コーナー
- 4F - ながの観光コンベンションビューロー・長野市消費生活センター・日本司法支援センター（法テラス長野）・ハローワーク長野マザーズサロン・ハローワーク長野学生就職支援室・ジョブカフェ信州長野分室・長野市就職相談室 など
- 3F - スクランブルひろば・NPO共同オフィス・もんぜんぷら座事務局・市民ギャラリー・会議室 など
- 2F - こども広場「じゃん・けん・ぽん」・長野市ファミリーサポートセンター・ミニギャラリー など
- 1F - 食品スーパー「TOMATO食品館」・FMぜんこうじ など
- BF - ぷら座ホール・ぷら座BOX

## アクセス
- JR東日本・長野電鉄長野駅善光寺口より徒歩約10分
- 長野電鉄長野線市役所前駅より徒歩約3分
- 長野駅善光寺口から川中島バス・長電バス「昭和通り」下車
- 上信越自動車道須坂長野東ICより約20分